# مهدی معین‌زاده باقری
مهدی معین‌زاده باقری نماینده رفسنجان در مجلس شورای ملی بود.
معین‌زاده از نیکوکاران رفسنجان و بانی پرورشگاه معین‌زاده است که در سال ۱۳۳۲ در این شهر تأسیس شد. او در انتخابات دوره پانزدهم مجلس شورای ملی که در حوزه انتخابیه رفسنجان در دی ۱۳۲۵ برگزار شد، با کسب ۱۱۳۰۶ رأی از مجموع ۱۲۱۱۱ رأی که به صندوق‌ها ریخته شد به مجلس راه یافت. در انتخابات دوره بعد نیز که در خرداد ۱۳۲۹ برگزار شد، با کسب ۹۶۲۰ رأی از مجموع ۱۱۳۰۱ رأی که به صندوق‌ها ریخته شد، کرسی خود را حفظ کرد. پس از ۲۸ مرداد ۱۳۳۲ معین‌زاده بار دیگر به نمایندگی رفسنجان انتخاب شد.